# 성지중·고등학교
성지중고등학교는 서울특별시 강서구 화곡동에 위치했었던 중고등학교 과정의 학력인정 평생교육시설이다.

## 학교 연혁
- 1972년 4월: 영등포청소년직업학교 설립. 구두닦이, 신문팔이, 껌팔이, 공장 직공 등 영등포국민학교 가건물 1동 대여 개교
- 2024년 2월 28일: 마지막 졸업식 및 폐교[1]

## 같이 보기
- 서머힐스쿨
- 자유학교물꼬
- 성지고등학교 축구부
- 송포유 (텔레비전 프로그램)